# Divna Ljubojević

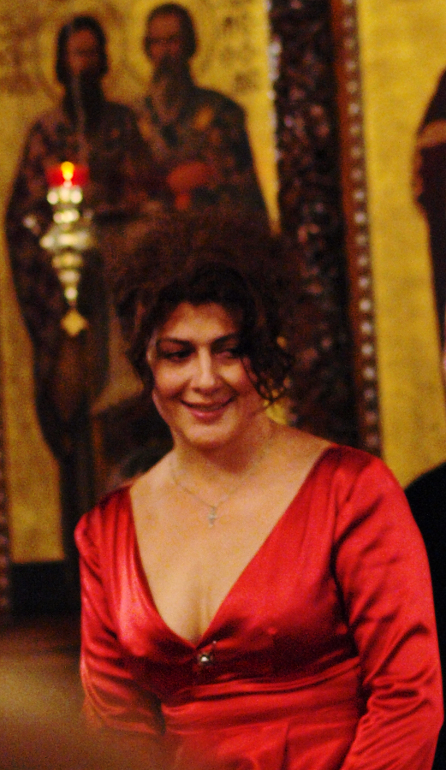
Divna Ljubojević

Divna Ljubojević (* 7. April 1970 in Belgrad, Jugoslawien) ist eine serbische Sängerin (Sopran) mit Schwerpunkt Ostkirchenmusik. Schon als Kind sang sie in einem Kirchenchor und als Solistin. Sie arbeitet seit 1991 mit dem Chor Melodi zusammen und singt regelmäßig zu Sonn- und Feiertagen in Klöstern und Kirchen. Sie gibt regelmäßig Konzerte im Ausland, insbesondere in Russland, wo sie insbesondere während der großen religiösen Feiertage Engagement hat. Ihre Jubiläums-CD mit einer Anthologie aus Aufnahmen von 25 Jahren wurde die meistverkaufte des Landes, was die Künstlerin in den Bereich des Mainstreamkultur katapultiert. Mitverantwortlich für ihre gestiegene mediale Präsenz war eine Interpretation eines Hits von Bajaga, die später als offizielles Video als Hommage an den Fußballklub Roter Stern, zum Hit avancierte. Sie sang bei der Amtseinführung des damaligen serbischen Staatspräsidenten Boris Tadić die Nationalhymne Bože Pravde, verweigerte sich jedoch allen weiteren Anfragen, dies zu wiederholen.

## Leben
Nachdem Divna schon die Musische Grund- und Mittelschule Stevan Mokranjac in Belgrad besuchte, schrieb sie schließlich die Musikalische Akademie in Novi Sad ein. Für das byzantinische Chanting wurde die Hegumene Agnia Dmitrović im Kloster Vavedenje wesentlich. Stimme und Gesangsart der Hegumene lenkten Divnas gesangliche Entwicklung zur Auseinandersetzung mit dem Stil der byzantinischen Choralmusik. Mit ihren Eltern besuchte Divna ab 1980 die Messen des Klosters Vavedenje und wurde als stimmliches Ausnahmetalent auch Teil des Chores. Mit der seit Mitte der 1980er wiedererweckten spirituellen Belebung in Serbien war Divna zuerst unter den Kirchenbesuchern bekannt, ab 1991 setzte sie sich mit dem Chor Melodi (nach Romanos Melodos) auch in der weiteren Musikszene durch.
Die Familie Divnas gehörte während der Zeit des sozialistischen Jugoslawiens zu denen, die während der Sonn- und Feiertage die kirchliche Liturgie besuchten. Drei Familienmitglieder väterlicherseits wurden 1945 von den Kommunisten erschossen, ein normaler Kirchenbesuch war daher für die Familie auch eine Art Systemkritik, öffentliche Glaubensbekenntnisse waren zwar geduldet, aber gesellschaftlich unerwünscht. Durch die Bekanntschaft und baldige Freundschaft mit dem damaligen Hieromonachos Amfilohije Radović und Divnas Vater anlässlich der Veröffentlichung des Nachrufs der verstorbenen Mutter in der Politika, wo Divnas Vater arbeitete, entdeckte die Familie das Kloster Vavedenje, das damals unter den jungen Belgradern große Beliebtheit erlangt hatte.
Mit dem Dirigieren hatte Divna 1988 im ältesten Chor Serbiens, dem Ersten Belgrader Chor (Prvo Beogradsko Pevačko Društvo) begonnen. 1991 dirigierte sie den Chor Mokranjac wie zahlreiche Kirchenchöre der Belgrader Kirchen zur Ostermesse in der Kathedrale des Hl. Sava in Belgrad bei der eigentlich Dušan Miladinović vorgesehen war, der jedoch Divna zur Dirigentin bestimmte. 2007 wurde Divna zur Inauguration des serbischen Premiers gerufen. Sie lehnte spätere Rufe der Begleitung weiterer Inaugurationen ab und beließ es bei diesem einen Mal.
Im Jahr 2000 hatte Divna mit ihrem Chor den ersten internationalen Auftritt in Paris. Seitdem hatte der Chor regelmäßig Konzerte im Ausland. Divna leitet unter anderen Masterklassen auf dem Orthodoxen Geistlichen Festival in Sankt Petersburg und gab in London Klassen.

## Konzerte
Divna und ihr Chor sind insbesondere in Serbien, der Ukraine und Russland bekannt. Sie hielten 2013 das Eröffnungskonzert einer Europatournee im Sava Kongresszentrum ab. Als Gast war der russische basso profondo Wladimir Miller eingeladen.
In Kiew wurde ihr vom ehemaligen ukrainischen Mitropoliten Wolodymyr der Orden der Ikone der Theotokos von Potschajiw überreicht. 2012 trat der Chor im Moskauer Kreml vor Wladimir Putin und dem Moskauer Metropoliten Kyrill auf. In drei Osterkonzerten hatte der Chor Auftritte im großen Saal der Sankt Petersburger Philharmonie.
Am 9. November 2015 hatte Divna einen Gastauftritt im Zvezdara-Theater in Belgrad. In Begleitung des IntermecoKvartet interpretierte sie ein bekanntes Lied Bajagas das sich zu einem Hit entwickeln sollte und Divnas Publizität in den Mainstream-Medien dauerhaft festigte.

## Film- und Fernsehen
Die Konzerte Divnas und des Chores Melodi wurden insbesondere zu den religiösen Feiertagen im Fernsehen Serbiens, Russlands und der Ukraine übertragen.
Für das Orthodoxe Weihnachtsfest 2016 nahm der russische Staatssender für den ersten Kanal – Perwy kanal – eine Sendung unter dem Titel „Рождественский бульвар“ in der Regie von Alexandr Nasarow mit religiösen Liedern in Israel auf, in der Divna an den sakralen Stätten in Jerusalem und Betlehem aufgenommen wurde und am 7. Januar 2016 gezeigt wird.
Divna interpretierte 2018 den Titelsong der gleichnamigen RTS-Serie Rađanje kraljevine, die der Entstehung des serbischen Königreichs im Mittelalter verpflichtet ist und die meistgesehene Serie zum Ausstrahlungszeitpunkt stellte.
Im Dokumentarfilm Human – Die Menschheit des Regisseurs Yann Arthus-Bertrand singt Divna den Soundtrack mit dem Lied „Jerusalem“ in der Komposition Armand Amars.

## Privates
Divna hat aus erster Ehe einen Sohn. In zweiter Ehe ist sie mit dem Sänger Aleksandar Zeremski verheiratet, der ehemals ebenfalls Mitglied in ihrem Chor Melodi war. Der Hochzeit im Kloster Vavedenje wohnten der Serbische Patriarch Irinej sowie der russische Basso profondo (Kontrabass) Vladimir Miller bei.

## Diskographie (Auswahl)
- Die Göttliche Liturgie des hl. Johannes Chrysostomus
- Mystères Byzantins
- Lumieres byzantinischen Chant du
- La Gloire de Byzance